# Marrecão
Zarro-patagónico ou marrecão (Netta peposaca) é um grande marreco natural porção meridional da América do Sul e que é freqüentemente alvo da ação de caçadores. Tais aves chegam a medir até 55 cm de comprimento, sendo que os machos dessa espécie possuem uma plumagem negra com dorso finamente estriado de branco, abdome vermiculado de cinza e branco, bico vermelho com carúncula na base e pernas vermelhas. Já as fêmeas, por sua vez, possuem o dorso pardo, o abdome branco e o bico cinzento. Também são chamados de marrecão-da-patagônia e pato-picazo.
Na natureza é muito dificilmente avistado, devido ao seu comportamento arisco, e também pelo fato de que a ave corre perigo, pois caçadores o abatem em larga escala em caçadas na Argentina.
No Brasil pode ser encontrado no centro-sul de São Paulo, Rio Grande do Sul, Santa Catarina e Paraná, durante suas migrações sazonais.